# 이코노미스트 인텔리전스 유닛
이코노미스트 인텔리전스 유닛(Economist Intelligence Unit)은 영국의 시사 경제 주간지 The Economist의 계열사로 1946년에 설립되었다. 200여 개의 각 국가별 경제, 정치 전반에 대한 분석 중장기 예측 및 각종 국가 거시경제/산업 지표를 제공하는 국제적 신뢰도가 매우 높은 기관이며 전 세계 200여개국을 리서치 대상으로하는 폭 넚은 커버리지를 자랑하며 각국을 대상으로 정치와 사회 환경 변화를 감안한 경제, 산업 환경과 국가 정보에 대한 공시적 분석과 중장기적 통시적 예측을 제공한다.